# 吉岡隆德

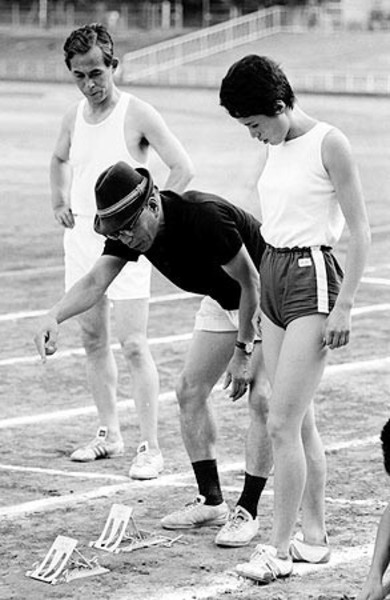
田岛直人、吉岡隆德与依田郁子

吉岡隆德（日语：よしおか たかよし，1909年6月2日—1984年5月5日）是日本男子田徑運動員，第一位晉級夏季奧林匹克運動會田徑100公尺決賽的亞洲人，也是第一位晉級夏季奧林匹克運動會田徑短跑決賽的黃種人。吉岡隆德曾參加1932、1936年夏季奧林匹克運動會，並在1932年夏季奧林匹克運動會100公尺以10.78秒的成績名列第六。1932年奥运会后，《讀賣新聞》记者川本信正将吉冈隆德称为“黎明快车”（暁の超特急），与绰号「午夜快车」（The Midnight Express）的该届奥运会百米金牌得主埃迪·托兰呼应。

## 生平
1909年6月2日，吉冈隆德生于岛根县簸川郡西濱村。1926年，吉冈在岛根县师范学校就读时被此前在100米短跑中以10.8秒创下日本纪录的日本短跑名将谷三三五发现，并被引荐到东京高等师范学校，开始其田径生涯，1929年曾与当时在100米赛跑中跑出10.8秒的中国运动员刘长春同场竞技。
1932年，吉冈隆德赴洛杉矶参加第十届夏季奥林匹克运动会，在100米半决赛第1組以小組第3名（成績10.83秒）闯入决赛，成为首位闯进奥运100米决赛的亚洲人，并在决赛中获得第六名（成績10.78秒），赛后被《读卖新闻》记者川本信正誉为“黎明快车”。直至89年后，才再度有亚洲人闯入夏季奥林匹克运动会男子田徑100公尺决赛。
1941年，吉冈隆德退役后前往广岛高等师范学校任教，1945年广岛市原子弹爆炸时因距爆心10公里而逃过一劫，后成为广岛县厅教育委员会保健体育课长。

## 國際大型運動賽會
| 年   | 賽事                 | 舉辦城市                 | 名次  | 項目                       | 記錄                     |
| ---- | -------------------- | ------------------------ | ----- | -------------------------- | ------------------------ |
| 1927 | 遠東運動會           | 中華民國上海特別市       | 銅牌  | 100公尺                    |                          |
| 1927 | 遠東運動會           | 中華民國上海特別市       | 銀牌  | 200公尺（Straight Course） |                          |
| 1930 | 遠東運動會           | 日本東京                 | 金牌  | 100公尺                    | 10.8秒（hand timing）    |
| 1930 | 遠東運動會           | 日本東京                 | 金牌  | 200公尺（Straight Course） | 21.8秒（hand timing）    |
| 1932 | 夏季奧林匹克運動會   | 美国加利福尼亞州洛杉磯郡 | 第6名 | 100公尺                    | 10.78秒（Personal Best） |
| 1932 | 夏季奧林匹克運動會   | 美国加利福尼亞州洛杉磯郡 | 4qf3  | 200公尺                    | 21.8秒（hand timing）    |
| 1932 | 夏季奧林匹克運動會   | 美国加利福尼亞州洛杉磯郡 | 第5名 | 4×100公尺接力              | 41.3秒（hand timing）    |
| 1932 | 日芬国際陸上競技大会 | 日本東京                 | 金牌  | 100公尺                    | 10.5秒（hand timing）    |
| 1934 | 遠東運動會           | 菲律賓馬尼拉             | 銀牌  | 100公尺                    | 10.9秒（hand timing）    |
| 1934 | 遠東運動會           | 菲律賓馬尼拉             | 金牌  | 200公尺                    | 21.6秒（hand timing）    |
| 1935 | 日比対抗陸上競技大会 | 日本東京                 | 金牌  | 100公尺                    | 10.3秒（hand timing）    |
| 1936 | 夏季奧林匹克運動會   | 德国柏林                 | 4qf2  | 100公尺                    | 10.8秒（hand timing）    |
| 1936 | 夏季奧林匹克運動會   | 德国柏林                 | h1    | 4×100公尺接力              | Disqualified             |

## 文艺作品形象
- 2008年中国电影《一个人的奥林匹克》：由刘鹏饰演[6]
- 2017年日本动画《来自“没有荣耀的天才们”的故事》：由櫻井孝宏配音

## 外部連結
- 吉岡隆德在国际奥林匹克委员会的资料
- 吉岡隆德在的頁面